# Tomas Nygren
Tomas Nygren, född 1956 i Arvidsjaur, är en svensk präst och teolog. Han disputerade för teologie doktorsexamen 2007 och är nu lektor i systematisk teologi vid Johannelunds teologiska högskola, där han även var rektor 2009-2015. Tomas Nygren var ledamot av Evangeliska Fosterlandsstiftelsens styrelse 2000-2009 och dess ordförande 2007-2009.